# Mexikanische Männer-Handballnationalmannschaft
Die mexikanische Männer-Handballnationalmannschaft repräsentiert den Handballverband Mexikos als Auswahlmannschaft auf internationaler Ebene bei Länderspielen im Handball gegen Mannschaften anderer nationaler Verbände.

## Geschichte
Die Federación Mexicana de Handball ist seit 1970 Mitglied in der Internationalen Handballföderation (IHF) und seit 2019 in der Handballkonföderation Nordamerikas und der Karibik (NACHC). Sie nahm an 15 von 19 Panamerikameisterschaften teil, wobei sie nie über den vierten Platz hinaus kam. Mexiko nahm als Gastgeber dreimal am Nachfolgewettbewerb, der Nordamerikanischen und karibischen Handballmeisterschaft, teil kam aber auch hier nicht über Platz 4 hinaus.

## Internationale Großereignisse

### Olympische Spiele
Bisher keine Teilnahme.

### Weltmeisterschaften
Bisher keine Teilnahme.

### Panamerikameisterschaften
An der Handball-Panamerikameisterschaft der Männer nahm Mexiko 15-mal teil. Sie diente als Qualifikation zur Handball-Weltmeisterschaft der Männer. Die Panamerikameisterschaften wurden 2020 abgelöst von den Nordamerikanischen und karibischen Handballmeisterschaften und den Süd- und zentralamerikanischen Handballmeisterschaften.
- Panamerikameisterschaft 1980: 6. Platz (von 6 Mannschaften)
- Panamerikameisterschaft 1981: 5. Platz (von 7 Mannschaften)
- Panamerikameisterschaft 1983: 5. Platz (von 6 Mannschaften)
- Panamerikameisterschaft 1985: 4. Platz (von 6 Mannschaften)
- Panamerikameisterschaft 1989: 5. Platz (von 6 Mannschaften)
- Panamerikameisterschaft 1994: 5. Platz (von 7 Mannschaften)
- Panamerikameisterschaft 1996: 6. Platz (von 8 Mannschaften)
- Panamerikameisterschaft 1998: 7. Platz (von 9 Mannschaften)
- Panamerikameisterschaft 2000: 7. Platz (von 8 Mannschaften)
- Panamerikameisterschaft 2002: 7. Platz (von 8 Mannschaften)
- Panamerikameisterschaft 2004: 8. Platz (von 8 Mannschaften)
- Panamerikameisterschaft 2006: nicht teilgenommen
- Panamerikameisterschaft 2008: nicht teilgenommen
- Panamerikameisterschaft 2010: nicht teilgenommen
- Panamerikameisterschaft 2012: 9. Platz (von 9 Mannschaften)
- Panamerikameisterschaft 2014: 7. Platz (von 8 Mannschaften)
- Panamerikameisterschaft 2016: 7. Platz (von 12 Mannschaften)
- Panamerikameisterschaft 2018: nicht teilgenommen

### Nordamerikanische und karibische Handballmeisterschaft
Seit der Austragung 2020 ist jeweils die Siegermannschaft der Nordamerikanischen und karibischen Handballmeisterschaft der Männer für die Weltmeisterschaft im Folgejahr qualifiziert.
- Nordamerikanische und karibische Handballmeisterschaft der Männer 2014: 4. Platz (von 5 Mannschaften)
- Nordamerikanische und karibische Handballmeisterschaft der Männer 2016: nicht ausgetragen
- Nordamerikanische und karibische Handballmeisterschaft der Männer 2018: 4. Platz (von 6 Mannschaften)
- Nordamerikanische und karibische Handballmeisterschaft der Männer 2020: ausgefallen
- Nordamerikanische und karibische Handballmeisterschaft der Männer 2022: 4. Platz (von 4 Mannschaften)

### Panamerikanische Spiele
- Panamerikanische Spiele 1987: nicht teilgenommen
- Panamerikanische Spiele 1991: nicht teilgenommen
- Panamerikanische Spiele 1995: nicht teilgenommen
- Panamerikanische Spiele 1999: nicht teilgenommen
- Panamerikanische Spiele 2003: 8. Platz (von 8 Mannschaften)
- Panamerikanische Spiele 2007: 8. Platz (von 8 Mannschaften)
- Panamerikanische Spiele 2011: 6. Platz (von 8 Mannschaften)
- Panamerikanische Spiele 2015: nicht teilgenommen
- Panamerikanische Spiele 2019: 4. Platz (von 8 Mannschaften)
- Panamerikanische Spiele 2023: 7. Platz (von 8 Mannschaften)

### Karibischer Handballpokal
Am Karibischen Handballpokal bzw. der Karibischen Handballmeisterschaft nahm Mexiko dreimal teil. Das Turnier dient als Qualifikation für die Zentralamerika- und Karibikspiele.
- Karibischer Handballpokal der Männer 2013: 5. Platz (von 5 Mannschaften)
- Karibischer Handballpokal der Männer 2017: 4. Platz (von 6 Mannschaften)
- Karibischer Handballpokal der Männer 2022: 3. Platz (von 4 Mannschaften)

### Zentralamerika- und Karibikspiele
An den Handballturnieren der Zentralamerika- und Karibikspiele nahm Mexiko seit 1993 jedes Mal teil. Das Turnier diente als Qualifikation für die Panamerikameisterschaften sowie die Nordamerikanische und karibische Handballmeisterschaft.
- Zentralamerika- und Karibikspiele 1993: 2. Platz (von 5 Mannschaften)
- Zentralamerika- und Karibikspiele 2002: 3. Platz (von 4 Mannschaften)
- Zentralamerika- und Karibikspiele 2006: 3. Platz (von 7 Mannschaften)
- Zentralamerika- und Karibikspiele 2010: 3. Platz (von 7 Mannschaften)
- Zentralamerika- und Karibikspiele 2014: 4. Platz (von 8 Mannschaften)
- Zentralamerika- und Karibikspiele 2018: 3. Platz (von 8 Mannschaften)
- Zentralamerika- und Karibikspiele 2023: 3. Platz (von 8 Mannschaften)

## IHF North American and Caribbean Emerging Nations Championship
Bei der vom Weltverband ausgerichteten IHF North American and Caribbean Emerging Nations Championship nahm Mexiko bisher einmal teil.
- IHF North American and Caribbean Emerging Nations Championship 2019: 5. Platz (von 12 Mannschaften)